# محافظة سكتشون
محافظة سوكشون هي محافظة تقع في بيونغان الجنوبية، كوريا الشمالية.